# Dactylolabis diluta
Dactylolabis diluta är en tvåvingeart som beskrevs av Alexander 1922. Dactylolabis diluta ingår i släktet Dactylolabis och familjen småharkrankar. Inga underarter finns listade i Catalogue of Life.